# Christian Core
Christian Core (* 5. října 1974 Savona, Ligurie) je bývalý italský reprezentant ve sportovním lezení, první italský vítěz světového poháru. Mistr světa, Evropy, Itálie a vítěz Italského poháru v boulderingu. Mistr Itálie v lezení na obtížnost. V boulderingu, ke kterému na světových závodech přešel v roce 1999, se mu dařilo o mnoho lépe než v lezení na obtížnost.

## Výkony a ocenění
- několik nominací na prestižní mezinárodní závody Rock Master v italském Arcu
- 2008: první přelez bouldru obtížnosti 8C+/V16

## Bouldering
- 2008 Gioia, 8C+/V16, Varezze, Itálie, první 8C+

### Závodní výsledky
| Arco Rock Master | Arco Rock Master | Arco Rock Master | Arco Rock Master | Arco Rock Master |
| Rok              | 1996             | 1997             | 1998             | 2010*            |
| ---------------- | ---------------- | ---------------- | ---------------- | ---------------- |
| Obtížnost        | 14               | —                | —                | —                |
| Bouldering       | —                | 8                | 5-10             | 21               |

- poznámka: v roce 2010 byla rozšířená nominace jako generálka před mistrovstvím světa 2011

| Mistrovství světa | Mistrovství světa | Mistrovství světa | Mistrovství světa | Mistrovství světa | Mistrovství světa | Mistrovství světa |
| Rok               | 1997              | 2001              | 2003              | 2005              | 2007              | 2009              |
| ----------------- | ----------------- | ----------------- | ----------------- | ----------------- | ----------------- | ----------------- |
| Obtížnost         | 7                 | —                 | —                 | —                 | —                 | —                 |
| Bouldering        | —                 | 3                 | 1                 | 18                | 10                | 10                |

| Světový pohár       | Světový pohár | Světový pohár          | Světový pohár | Světový pohár             | Světový pohár     | Světový pohár  | Světový pohár        | Světový pohár     | Světový pohár | Světový pohár     | Světový pohár    | Světový pohár  | Světový pohár        | Světový pohár             | Světový pohár       | Světový pohár       | Světový pohár                | Světový pohár                     | Světový pohár   |
| Rok                 | 1994          | 1995                   | 1996          | 1997                      | 1998              | 1999           | 2000                 | 2001              | 2002          | 2003              | 2004             | 2005           | 2006                 | 2007                      | 2008                | 2009                | 2010                         | 2011                              | 2012            |
| ------------------- | ------------- | ---------------------- | ------------- | ------------------------- | ----------------- | -------------- | -------------------- | ----------------- | ------------- | ----------------- | ---------------- | -------------- | -------------------- | ------------------------- | ------------------- | ------------------- | ---------------------------- | --------------------------------- | --------------- |
| Obtížnost           | 0             | 10                     | 11            | 9                         | 17-18             | 0              | —                    | —                 | —             | —                 | —                | —              | —                    | —                         | —                   | —                   | —                            | —                                 | —               |
| jednotlivě*         | -, 59-60, -,- | 10-12, 13-17, 9, 51-54 | 5,11,-        | 17-22, 13-14, 12-13, 11,7 | 33-35, 13-14, 10, | -, 55-57, -,-  | —                    | —                 | —             | —                 | —                | —              | —                    | —                         | —                   | —                   | —                            | —                                 | —               |
| Bouldering          | —             | —                      | —             | —                         | —                 | 1              | 8                    | 7                 | 1             | 8-9               | 16               | 4              | 4                    | 13                        | 16                  | 54-58               | 26                           | 54                                | 32              |
| jednotlivě* (3/6/4) | —             | —                      | —             | —                         | —                 | ,4, · 5,, · ,8 | ,6,-, · 38-39, · 19, | ,4, · 10,11, · 23 | ,,6           | -,23, · ,7, · 5,- | -,-, · ,9, · -,- | 13, · 12, · ,5 | 6,11, · 7,5,7, · 10, | -,7,12, 6,37-39, 13,27-28 | -,-,19, 14,32, 11,7 | -,-, 21-22, 27-29,- | -,-,-,-, · 39-40, · 53-54, · | 51-52, 15,-,-,-, -,39-40, -,31-32 | -,-, 9,31, 49,- |

- poznámka: nalevo jsou poslední závody v roce

| Mistrovství Evropy | Mistrovství Evropy | Mistrovství Evropy | Mistrovství Evropy | Mistrovství Evropy | Mistrovství Evropy |
| Rok                | 1998               | 2002               | 2007               | 2008               | 2010               |
| ------------------ | ------------------ | ------------------ | ------------------ | ------------------ | ------------------ |
| Obtížnost          | 10-14              | —                  | jen bouldering     | —                  | —                  |
| Bouldering         | —                  | 1                  | 16                 | 10                 | 7                  |

| Mistrovství Itálie | Mistrovství Itálie | Mistrovství Itálie | Mistrovství Itálie | Mistrovství Itálie | Mistrovství Itálie | Mistrovství Itálie | Mistrovství Itálie | Mistrovství Itálie | Mistrovství Itálie | Mistrovství Itálie | Mistrovství Itálie |
| Rok                | 1997               | 2001               | 2002               | 2003               | 2004               | 2005               | 2006               | 2007               | 2009               | 2011               | 2012               |
| ------------------ | ------------------ | ------------------ | ------------------ | ------------------ | ------------------ | ------------------ | ------------------ | ------------------ | ------------------ | ------------------ | ------------------ |
| Obtížnost          | 1                  |                    |                    |                    |                    |                    |                    |                    |                    |                    |                    |
| Bouldering         |                    | 3                  | 1                  | 3                  | 1                  | 1                  | 1                  | 2                  | 2                  | 1                  | 1                  |

| Italský pohár | Italský pohár | Italský pohár | Italský pohár | Italský pohár |
| Rok           | 1999          | 2001          | 2002          | 2003          |
| ------------- | ------------- | ------------- | ------------- | ------------- |
| Bouldering    | 1             | 1             | 1             | 1             |

| Mistrovství světa juniorů | Mistrovství světa juniorů |
| Rok                       | 1992 junioři              |
| ------------------------- | ------------------------- |
| Obtížnost                 | 14                        |

## Filmografie
- 2012: I Core: My Climbing Family; 52 minut (italsky)
- 2013: BluBloc - Bouldering a Varazze e Triora; DVD průvodce po italských bouldrech (italsky, anglicky)[2]